# Shūrī-ye Bozorg
Shūrī-ye Bozorg (persiska: شوری بزرگ) är en ort i Iran.   Den ligger i provinsen Khorasan, i den nordöstra delen av landet, 600 km öster om huvudstaden Teheran. Shūrī-ye Bozorg ligger 1 169 meter över havet och antalet invånare är 667.
Terrängen runt Shūrī-ye Bozorg är platt åt sydväst, men åt nordost är den kuperad.Runt Shūrī-ye Bozorg är det ganska tätbefolkat, med 56 invånare per kvadratkilometer. Närmaste större samhälle är Nīshābūr, 15,8 km sydost om Shūrī-ye Bozorg. Trakten runt Shūrī-ye Bozorg består till största delen av jordbruksmark.